# Mesochorus xanthurus
Mesochorus xanthurus är en stekelart som beskrevs av Dasch 1974. Mesochorus xanthurus ingår i släktet Mesochorus och familjen brokparasitsteklar. Inga underarter finns listade i Catalogue of Life.